# H·罗伯特·霍维茨
霍华德·罗伯特·霍维茨（英語：Howard Robert Horvitz，1947年3月8日—），美国生物学家，以研究线虫动物门的秀丽隐杆线虫而著名。因发现器官发育和细胞程序性细胞死亡（细胞程序化凋亡）的遗传调控机理，与悉尼·布伦纳、约翰·E·苏尔斯顿一起获得2002年诺贝尔生理学或医学奖。